# Горобинові ворота
«Горобинові ворота» («Pihlakaväravad») — радянський художній фільм 1981 року, знятий режисером Вельйо Кяспером на кіностудії «Талліннфільм».

## Сюжет
Ранньою весною на острів Рігулі приїжджає невелика бригада будівельників і поселяється в будинку Марти, немолодої жінки, яка проживає зі своєю дорослою дочкою Каєю. До Марти, яка втратила будь-яку надію на жіноче щастя, несподівано приходить кохання.

## У ролях
- Хейно Мандрі — Лембіт (дублював І. Ерельт)
- Меелі Сіїт — Марта (дублювала Г.Теплинська)
- Аїда Зара — Кайя (дублювала Л. Колпакова)
- Пеетер Кард — Каллам (дублював П. Кашлаков)
- Енн Краам — Хельдур (дублював І. Боголюбов)
- Тіну Оя — «Сипсик» (дублював С. Соколов)
- Юрі Аарма — Калле (дублював О. Ліпов)
- Антс Андер — Артур (дублював О. Суснін)
- Маті Клоорен — Оскар (дублював Г. Сисоєв)
- Ендель Сіммерманн — роль другого плану
- Калью Суур — роль другого плану
- Тойво Арновер — роль другого плану
- Віллу Тарі — роль другого плану
- Тоомас Сууман — роль другого плану

## Знімальна група
- Режисер — Вельйо Кяспер
- Сценаристи — Вельйо Кяспер, Ханс Лаансалу
- Оператор — Валерій Блінов
- Композитор — Ян Ряетс
- Художник — Імбі Лінд